# Wormsdorf
Wormsdorf este o comună din landul Saxonia-Anhalt, Germania.